# Rameau circonflexe fibulaire de l'artère tibiale postérieure
Le rameau circonflexe fibulaire de l'artère tibiale postérieure (ou rameau circonflexe péronier de l’artère tibiale postérieure) est une artère du membre inférieur située dans la jambe.

## Origine
Le rameau circonflexe fibulaire est une branche de l'artère tibiale postérieure.

## Trajet
Le rameau circonflexe fibulaire de l'artère tibiale postérieure se dirige latéralement en s'enroulant autour de la tête fibulaire pour rejoindre le réseau articulaire du genou.